# Легко живеться з закритими очима
«Легко живеться із заплющеними очима» (ісп. Vivir es fácil con los ojos cerrados) — іспанський фільм 2013 року режисера Давида Труеба. Назва фільму є рядком з пісні The Beatles Strawberry Fields Forever. Фільм отримав шість премій «Гойя», включаючи премію за кращий фільм. Також був обраний в якості іспанської заявки на премію «Оскар» в номінації Найкращий міжнародний художній фільм.

## Сюжет
Учитель англійської та фанат The Beatles Антоніо вирішує відправитися на автомобілі в Альмерію, щоб зустріти Джона Леннона, який там в цей час знімався у фільмі «Як я виграв війну». У цій подорожі до нього приєднуються Белен і Хуанхе.

## В ролях
- Хав'єр Камара — Антоніо
- Наталія де Моліна — Белен
- Франсеск Коломер — Хуанхе
- Хорхе Санс — батько Хуанхо
- Аріадна Хіль — мати Хуанхо